# Elophos nitelaria
Elophos nitelaria là một loài bướm đêm trong họ Geometridae.